# Alphitobius acutangulus
Alphitobius acutangulus – gatunek chrząszcza z rodziny czarnuchowatych i podrodziny Tenebrioninae.
Gatunek ten został opisany w 1921 roku przez Hansa Gebiena, który jako miejsce typowe wskazał Senegal.
Czarnuch o głowie z canthusem policzków wystającym na zewnątrz poza obrys oczu. Przedplecze ma najszersze pośrodku lub tuż za nim. Krawędzie boczne przedplecza są zaokrąglone ku tylnym kątom. Pokrywy pokryte delikatnymi mikroszczecinami. Brak na pokrywach wyraźnych rzędów punktów, jedynie po bokach ślady takich rzędów.
Chrząszcz afrotropikalny, znany z Senegalu, Sudanu, Burkiny Faso i Czadu.